# Polyporaceae
Los políporos o Polyporaceae son una familia del orden Polyporales (hongos en repisa) que pertenecen a los Basidiomycota. La carne de sus esporocarpos o cuerpos fructíferos puede ser de tierna a muy dura. La mayoría de los miembros de esta familia poseen un himenio formado por tubos verticales acabados en poros en la zona inferior de sus sombreros, pero algunos de ellos poseen laminillas (por ejemplo, el género Panus) o estructuras similares a laminillas (como en el caso del género Daedaleopsis, cuyos tubos alargados forman un laberinto esponjoso). Algunas especies poseen un pie bien definido, como Polyporus badius.
Aunque la mayoría de estos hongos producen esporada blanca, los miembros del género Abundisporus producen esporadas amarillentas. No poseen cistidios.

## Géneros

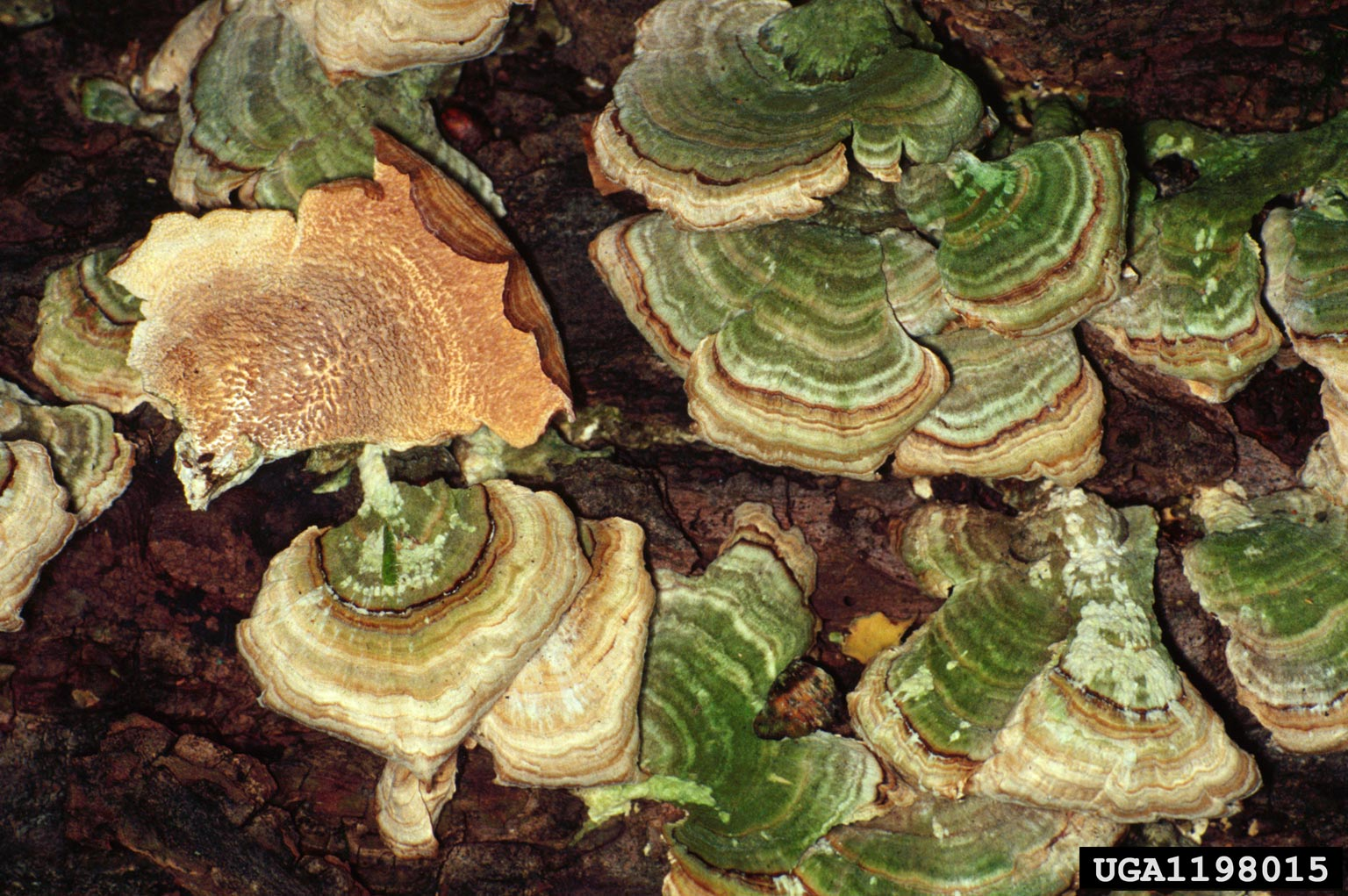
Cuerpo fructífero de la especie Cerrena unicolor, recubierto de algas.

La familia Polyporaceae incluye los siguientes géneros:
- Abundisporus
- Amyloporiella
- Aurantiporus
- Australoporus
- Austrolentinus
- Bridgeoporus
- Cerrena
- Cinereomyces
- Coriolopsis
- Cryptomphalina
- Cryptoporus
- Cystidiophorus
- Daedaleopsis
- Datronia
- Dentocorticium
- Dichomitus
- Diplomitoporus
- Earliella
- Echinochaete
- Epithele
- Epithelopsis
- Erastia
- Faerberia
- Favolus
- Flabellophora
- Fuscocerrena
- Fomes
- Globifomes
- Grammothele
- Grammothelopsis
- Hapalopilus
- Haploporus
- Heliocybe
- Hexagonia
- Hapalopilus nidulans
- Hymenogramme
- Laccocephalum
- Laetifomes
- Lentinus
- Lenzites
- Leptoporus
- Lignosus
- Lithopolyporales
- Lopharia
- Loweporus
- Macrohyporia
- Megasporoporia
- Microporellus
- Microporus
- Mollicarpus
- Mycelithe
- Navisporus
- Neolentinus
- Nigrofomes
- Nigroporus
- Oligoporus
- Pachykytospora
- Panus
- Perenniporia
- Phaeotrametes
- Piloporia
- Podofomes
- Polyporus
- Poria
- Porogramme
- Poronidulus
- Pseudofavolus
- Pseudopiptoporus
- Pycnoporus
- Pyrofomes
- Royoporus
- Rubroporus
- Ryvardenia
- Skeletocutis
- Sparsitubus
- Spongipellis
- Stiptophyllum
- Thermophymatospora
- Tinctoporellus
- Trametes
- Trametopsis
- Trichaptum
- Tyromyces
- Vanderbylia
- Wolfiporia
- Xerotus